# Shilin
För andra betydelser, se Shilin (olika betydelser).

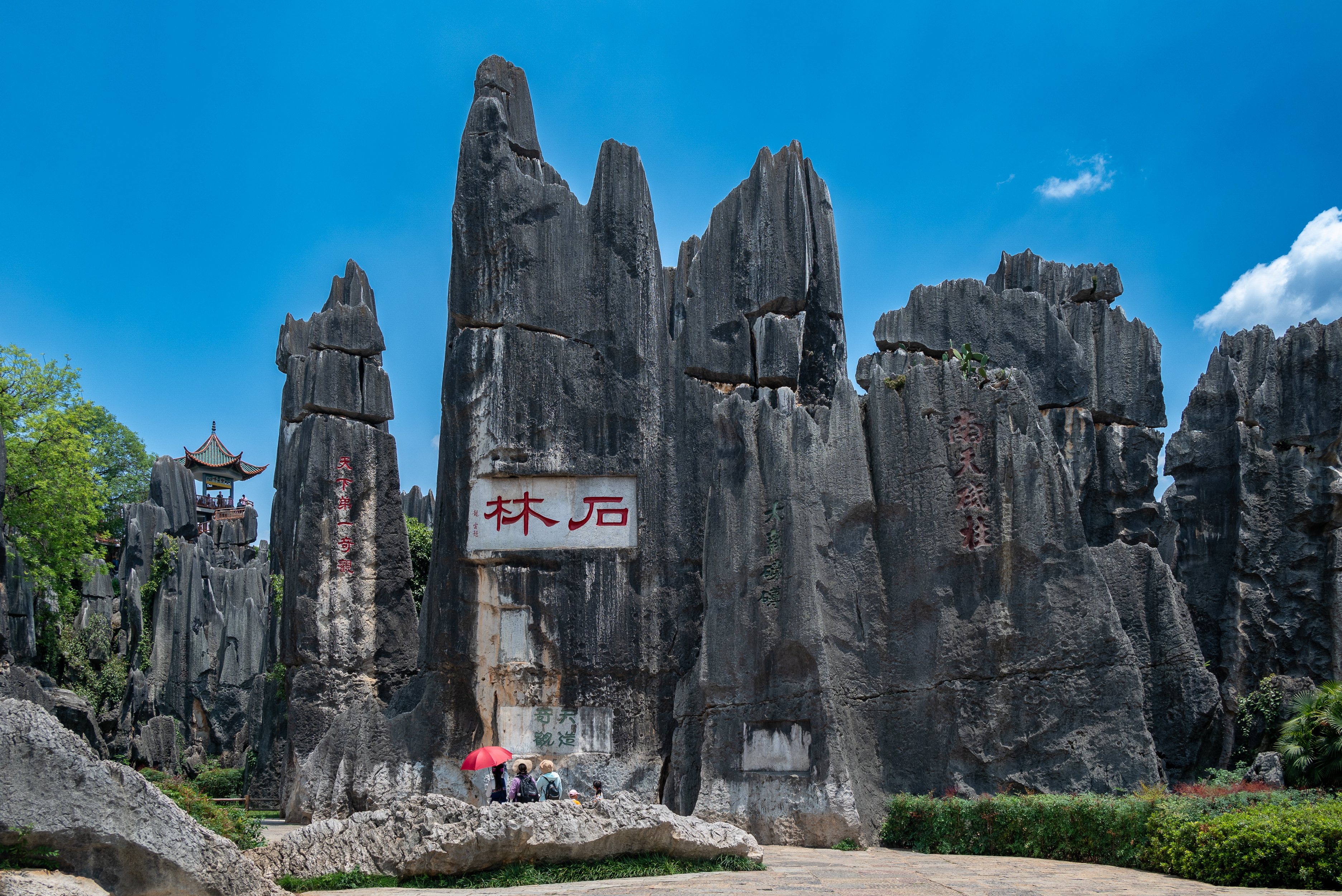
Huvudingång till stenskogen

Shilin (kinesiska: 石林; pinyin: Shílín), på svenska "Stenskogen", är en märklig grupp karstformationer i autonoma häradet Shilin i provinsen Yunnan i sydvästra Kina, omkring 85 km från staden Kunming. De höga klipporna verkar ha kommit fram ur marken i form av stalagmiter, där många ser ut som träd gjorda av sten och ger illusionen av en stenskog.

## Området

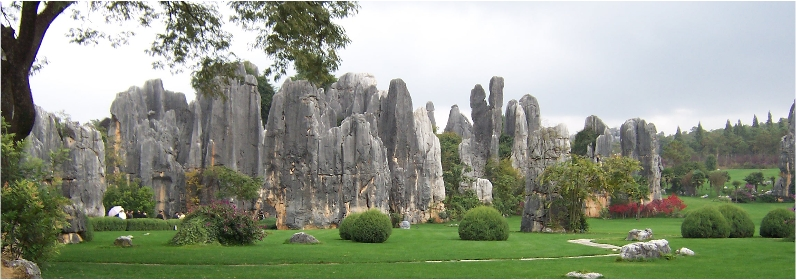
Shilin

Shilins nationalpark täcker ett område på 350 km² och är indelat i sju olika sceniska områden med namn som Större och Mindre stenskogarna, Naigu stenskog, Zhiyungrottan, Qifenggrottan,  Sjön Changhu (som betyder "Långa sjön"), Sjön Yuehu (som betyder "Månsjön") och vattenfallen "Da Dieshui". 
Formationerna tros vara över 270 miljoner år gamla. De är en turistattraktion för såväl utländska som inhemska turister, med bussar som kör turister från Kunming som inte ligger långt ifrån Shilin. Det finns även hotell i området.
Varje år omkring 24:e och 25:e dagen efter den sjätte fullmånen, firar många av Yifolket fackelfestival, där folkdanser och brottningstävlingar förekommer.